# Dania na Zimowych Igrzyskach Paraolimpijskich 2018
Dania na Zimowych Igrzyskach Paraolimpijskich 2018 – występ kadry sportowców reprezentujących Danię na igrzyskach paraolimpijskich w Pjongczangu w 2018 roku.
W kadrze znalazł się tylko jeden zawodnik startujący w zawodach snowboardowych. W crossie odpadł w ćwierćfinale z późniejszym brązowym medalistą – Noah Elliottem. Ostatecznie został sklasyfikowany na ósmej pozycji. Z kolei w slalomie osiągnął 9. czas przejazdu. Został też chorążym podczas ceremonii otwarcia igrzysk paraolimpijskich.

## Reprezentanci
| Zawodnik      | Dyscyplina   | Konkurencja | Podgrupa | Czas                                             | Strata | Miejsce | Źródło            |
| ------------- | ------------ | ----------- | -------- | ------------------------------------------------ | ------ | ------- | ----------------- |
| Daniel Wagner | Snowboarding | Cross       | LL-1     | Q: 1:11,76 (Q) 1/8f: K. Møn W 1/4f: N. Elliott P | +11,03 | 8.      | [ 1 ] [ 2 ] [ 3 ] |
| Daniel Wagner | Snowboarding | Slalom      | LL-1     | 1:07,24                                          | +15,34 | 9.      | [ 4 ]             |